# Oscar Vilhelmsson
 (août 2025).
Oscar Vilhelmsson, né le 2 octobre 2003 à Åsa, est un footballeur suédois qui évolue au poste d'avant-centre au Darmstadt 98.

## Biographie

### Carrière en club
Originaire d'Åsa, dans la comté de Halland, Oscar Vilhelmsson commence à jouer au football dans le club de la ville, avant de passer par la PR Academy de la Göteborg voisine, où il rejoint l'IFK Göteborg fin 2016,. 
Vilhelmsson fait ses débuts professionnel avec l'IFK Göteborg le 22 août 2019, remplaçant Lasse Vibe à la 66e minute d'un match de Coupe de Suède contre le BK Astrio (en), où il inscrit son premier but en fin de rencontre, scellant la victoire 4-0 des siens. Il devient alors le plus jeune buteur de l'histoire du club, jouant ensuite son premier match en Allsvenskan le 12 juillet 2020, alors qu'il entre en jeu lors d'une défaite 1-2 contre le Djurgårdens IF.
Le jeune attaquant signe son premier contrat professionnel avec Göteborg le 19 mars 2021, qui le lie au club jusqu'à fin 2023. Au fil de la saison 2021 qui suit, il s'impose comme titulaire au poste d'avant-centre avec le club d'Allsvenskan,.
Le 12 juillet 2022, Vilhelmsson est transféré au Darmstadt 98 pour une somme estimée à 1,5 million d'euros, signant un contrat de quatre ans avec le club de D2 allemande.

### Carrière en sélection
Oscar Vilhelmsson international suédoi en équipe de jeune, connaissant sa première sélection avec moins de 16 ans le 10 mai 2019, lors d'une défaite 1-0 contre le Paraguay de Julio Enciso, dans le cadre d'un tournoi amical auquel participent également la Belgique et le Portugal.
Il devient par la suite un cadre de l'équipe des moins de 17 puis — après l'interruption des rencontres internationales junior due au covid — des moins de 19 ans.

## Statistiques
Le tableau ci-dessous retrace la carrière de Oscar Vilhelmsson depuis ses débuts :

| Saison                | Club                  | Championnat           | Championnat | Championnat | Coupe(s) nationale(s) | Coupe(s) nationale(s) | Compétition(s) continentale(s) | Compétition(s) continentale(s) | Compétition(s) continentale(s) | Total | Total |
| Saison                | Club                  | Division              | M.          | B.          | M.                    | B.                    | Comp.                          | M.                             | B.                             | M.    | B.    |
| 2020                  | IFK Göteborg          | Allsvenskan           | 3           | 0           | 1                     | 1                     | -                              | -                              | -                              | 4     | 1     |
| 2021                  | IFK Göteborg          | Allsvenskan           | 14          | 2           | -                     | -                     | -                              | -                              | -                              | 14    | 2     |
| 2022                  | IFK Göteborg          | Allsvenskan           | 11          | 2           | 4                     | 1                     | -                              | -                              | -                              | 15    | 3     |
| Sous-total            | Sous-total            | Sous-total            | 28          | 4           | 5                     | 2                     | -                              | 0                              | 0                              | 33    | 6     |
| 2022-2023             | SV Darmstadt          | 2. Bundesliga         | 14          | 2           | 1                     | 0                     | -                              | -                              | -                              | 15    | 2     |
| 2023-2024             | SV Darmstadt          | Bundesliga            | 12          | 1           | 1                     | 0                     | -                              | -                              | -                              | 13    | 1     |
| Sous-total            | Sous-total            | Sous-total            | 26          | 3           | 2                     | 0                     | -                              | 0                              | 0                              | 28    | 3     |
| Total sur la carrière | Total sur la carrière | Total sur la carrière | 54          | 7           | 7                     | 2                     | -                              | 0                              | 0                              | 61    | 9     |

## Palmarès
Prenant part à l'édition 2019-2020 (en) de la Coupe de Suède avec son but contre Astrio (en), il ne prend néanmoins pas part à la finale victorieuse des siens contre le Malmö FF en juillet 2020.